# تضخم أسعار الغذاء في إيران
إيران شهدت تضخمًا شديدًا في أسعار الغذاء خلال العقد الماضي، نتيجة لعوامل متعددة. تشمل هذه العوامل تحديات في الزراعة، والمناخ، والطاقة، إضافةً إلى مشكلات كبيرة في موارد مائية، وعدم الكفاءة في سلسلة توريد. ويُعد تدخل إيران في الاقتصاد عاملًا رئيسيًا، لا سيما في مجال الزراعة وصناعة الغذاء، إلى جانب الإنفاق الكبير على تمويل محور المقاومة، مما يزيد من العجز العام في الموازنة. وقد ارتبط نفوذ الحرس الثوري الإيراني بسوء الإدارة والفساد في إيران، مما فاقم المشكلات المتعلقة بالموارد المائية، والممارسات الزراعية، وإنتاج الغذاء.

## سوء استخدام الأراضي الزراعية في إيران
تشكل أرض صالحة للزراعة نحو ثلث مساحة السطح الكلية في إيران؛ ومع ذلك، فإن أقل من ربع هذه الأراضي — أي ما يعادل نحو عُشر إجمالي المساحة — يُزرع فعليًا. ويرجع هذا القصور في الزراعة إلى سوء جودة التربة، وعدم كفاية نظام توزيع المياه في العديد من المناطق. ومن بين الأراضي المزروعة، تستفيد أقل من ثلثها من الري، بينما تعتمد الغالبية على أساليب زراعة جافة. وتوجد أكثر الأراضي خصوبةً في المناطق الغربية والشمالية الغربية من البلاد.

## ارتفاع أسعار الغذاء
منذ عام 2014، تواجه إيران انخفاضًا مستمرًا في إنتاج الغذاء، بالتزامن مع زيادات كبيرة في أسعار الطعام. فعلى سبيل المثال، ارتفع سعر أرز بمقدار 2.11 مرة بين عامي 2012 و2023، بينما ارتفعت تكلفة خبز بمقدار 3.4 مرات من 2011 حتى 2023. وارتفع سعر بطاطا إلى ثلاثة أضعاف خلال الفترة ذاتها، وشهد فيليه زيادة بمقدار 2.06 مرة من عام 2010 حتى 2023. وعلى الرغم من هذا التضخم، فإن وسيط صافي الدخل في إيران نما بنسبة 33٪ فقط بين 2020 و2023، وخلال الفترة بين 2022 و2023 وحدها فقدت إيران نصف قيمتها، وتجاوز التضخم 50٪، بينما ارتفع حد أدنى للأجور بنسبة 27٪ فقط. وتسلط هذه الفجوة الضوء على أزمة الغذاء في البلاد، حيث كشفت بيانات حديثة أنه خلال بضعة أسابيع من عام 2024، ارتفعت أسعار الخبز بنسبة 66٪ وأسعار حليب بنسبة 25٪. وتشير هذه الاتجاهات إلى وجود نقص مستمر في الغذاء، مما يزيد من حدة انعدام الأمن الغذائي في إيران، حيث يعيش نحو ربع السكان في منطقة عشوائية، ويواجهون مستويات متوسطة إلى شديدة من انعدام الأمن الغذائي.

## أسباب تضخم أسعار الغذاء

### العقوبات الدولية
ردًا على إيران، وكذلك دعمها لـقائمة المنظمات الموصوفة بالإرهابية التي تقوض السلام الإقليمي، فرضت الولايات المتحدة، بالاشتراك مع شبكة من الحلفاء الدوليين، العقوبات المفروضة على إيران. ويمتد هذا النهج المتعدد الجوانب إلى ما هو أبعد من الأنشطة العسكرية لإيران، إذ يُعد سجلها في حقوق الإنسان في إيران مبررًا إضافيًا للتدابير العقابية العالمية. وقد استهدفت العقوبات بشكل خاص إيران والأنظمة المصرفية، التي تُعد مركزية في اقتصاد إيران، مما أدى إلى تقويض شديد لقدرة الدولة على كسب عملة، موجّهًا ضربة قاصمة لبنيتها التحتية الاقتصادية وعلاقاتها في تجارة دولية. وقد أعاقت هذه القيود بشكل كبير قدرة إيران على استيراد المنتجات الغذائية الأساسية ومدخلات الزراعة، بما في ذلك بذرة، سماد، وآلة. ونتيجة لذلك، أدت العقوبات إلى زيادة في كلفة السلع المباعة وارتفاع أسعار المواد الغذائية. علاوة على ذلك، أدى تعطيل سلسلة توريد الحيوية إلى زيادة في نفقات النقل، ما فاقم الضغوط التضخمية داخل البلاد.

### تقلبات سعر الصرف
بسبب العقوبات الدولية وسوء الإدارة الاقتصادية، تعرض الريال الإيراني إهلاك كبير بنسبة تقارب 37% بين أكتوبر 2014 وأكتوبر 2024. وقد جعل هذا التراجع الاستيراد أكثر تكلفة، مما أثر بشكل مباشر على أسعار المواد الغذائية، خصوصًا تلك التي تعتمد على السلع المستوردة. وعلاوة على ذلك، فإن محاولات الحكومة للتحكم في أسعار صرف متعددة أدت إلى تشوهات سوقية وعدم كفاءة، ما زاد من تقلبات الأسعار.

### التحديات الزراعية
تواجه إيران أزمة المياه في إيران حادة وتصحر يؤثر سلبًا على زراعة البلاد. خلال القرن الماضي، ارتفع عدد سكان إيران من عشرة ملايين إلى أكثر من خمسة وثمانين مليون نسمة، في حين انخفضت مواردها المائية المتجددة من 130 مليار متر مكعب إلى ما بين 80–85 مليار متر مكعب. وتشير التوقعات إلى أنه بحلول عام 2041، قد تنخفض الموارد المائية إلى النصف، مما يشكل تحديًا كبيرًا مع توقع تجاوز عدد السكان 100 مليون نسمة. ومن المتوقع أن تنخفض حصة الفرد من المياه إلى أقل من 500 متر مكعب، ما يمثل ندرة مطلقة. فترات طويلة من قحط وسوء إدارة موارد مائية، بالإضافة إلى البنية التحتية القديمة وممارسات الزراعة المتقادمة، لا تزال تحد من الإنتاجية، وتسهم في زيادة الأسعار.

### العوامل العالمية
تؤثر عوامل عالمية، بما في ذلك تغير المناخ، وقائمة النزاعات المسلحة الجارية (مثل الحرب الروسية الأوكرانية)، وتقلبات تسويق دولي، على أسعار المواد الغذائية في جميع أنحاء العالم. وبما أن إيران تُعد مستوردًا كبيرًا للغذاء ومدخلات الزراعة، فإن هذه الاتجاهات العالمية تؤثر مباشرة على الأسعار المحلية فيها. وعلى وجه الخصوص، فإن ارتفاع أسعار السلع الأساسية مثل قمح، ذرة شامية، وزيت نباتي يسهم في تضخم أسعار الغذاء في إيران.

### الإصلاحات المتعلقة بالدعم والسياسات الاقتصادية
في بعض الأحيان، عمدت الحكومة الإيرانية إلى تقليص الدعم المقدم للسلع الأساسية أو حاولت إصلاح نظام الدعم بهدف معالجة عجز الميزانية. وغالبًا ما تؤدي هذه التغييرات إلى زيادات مفاجئة في أسعار المواد الغذائية. وقد تم استبدال هذا الدعم بعمليات تحويل عينية.
وعلى مدى عدة عقود، قامت الحكومة الإيرانية بتنظيم أسعار أكثر من 20 سلعة أساسية. وتُعرف هذه الأسعار بالأسعار الإدارية، حيث يتم تحديدها من قبل منظمة حماية المستهلك والمنتج (CPPO) بالتعاون مع البرلمان الإيراني. وتقوم المنظمة بتحديد أسعار المستهلكين عند مستويات أدنى من السعر المرجعي (سعر الحدود) ومؤشر أسعار المنتج، حيث تتكفل الحكومة بتغطية الفجوة المالية الناتجة عن ذلك من خلال ميزانية الدولة.
في عام 2007، مثلت إعانات المواد الغذائية نحو 2.8٪ من الناتج المحلي الإجمالي لإيران. ويتركز الدعم بشكل رئيسي على الحبوب، التي تشكل 50٪ من الإجمالي، في حين تشكل المواد الغذائية الأساسية الأخرى مثل السكر، زيت الطهي، ووصفة غذاء الرضع نسبة إضافية قدرها 25٪. أما النسبة المتبقية، والبالغة 25٪، فتُخصص لمواد متنوعة تشمل الورق، الآلات الزراعية، الأسمدة، والمستحضرات الصيدلانية.
كجزء من إصلاح الدعم المستهدف، قامت الحكومة برفع أسعار الخبز بنسبة تصل إلى 25٪ في ديسمبر 2010. وبعد هذا التعديل، حظرت منظمة CPPO أي زيادات إضافية في الأسعار، وأطلقت عمليات تفتيش منتظمة في الأسواق لمنع أي اضطرابات شعبية قد تنجم عن الضغوط التضخمية.
ورغم الاحتجاجات الشعبية، تواصل الحكومة تقليص الدعم في محاولة لتقليص ميزانية الدولة، وذلك في ظل معاناة المواطنين الإيرانيين من ارتفاع تكاليف اقتصاد إيران والتضخم المتصاعد.

### التهريب والنشاطات في السوق السوداء
يُعد تهريب السلع المدعومة، مثل قمح والمواد الغذائية الأساسية الأخرى، أمرًا شائعًا في إيران نتيجة للفروقات السعرية بينها وبين الدول المجاورة. ويحقق التجار أرباحًا من خلال تصدير هذه السلع بشكل غير قانوني، مما يقلل من توفرها محليًا ويزيد من الأسعار. وتُفاقم هذه المشكلة ضعف إنفاذ القانون والرقابة الحدودية، مما يسمح بازدهار مثل هذه الأنشطة.

### الاحتكار من قبل الوسطاء
غالبًا ما يقوم الوسطاء، الذين يلعبون دورًا مهمًا في شبكة التوزيع الإيرانية، بالاحتكار عندما يتوقعون حدوث زيادات في الأسعار. ومن خلال التحكم في توقيت طرح السلع، يمكنهم التلاعب في ظروف السوق لتحقيق أقصى قدر من الأرباح. ولا يؤدي هذا السلوك إلى ارتفاع الأسعار فحسب، بل يخلق أيضًا مستويات كبيرة من تقلب في السوق.

### نقص البنية التحتية والشفافية
يؤدي غياب البنية التحتية الحديثة والرقابة التنظيمية الشفافة إلى ازدهار الممارسات الفاسدة. وتُسفر أنظمة النقل والتخزين غير الفعالة عن تلف وفقدان السلع، مما يقلل من العرض الفعلي للغذاء. وبالإضافة إلى ذلك، فإن افتقار الحكومة إلى آليات مناسبة لمراقبة السوق يسمح باستمرار هذه الاختلالات والتلاعبات دون رادع.

### عدم الكفاءة والفساد
يمكن أن تؤدي أوجه القصور والفساد في إيران في أنظمة التوزيع إلى حدوث نقص مصطنع في السلع والتلاعب بالأسعار، مما يسهم في التضخم. وتعود جذور هذه المشكلة إلى عدة قضايا هيكلية:

#### الفساد والاحتكارات
يمثل الفساد في إيران في سلسلة توريد الغذاء تحديًا هيكليًا كبيرًا، إذ تستغل الشركات والأفراد المرتبطين سياسيًا نفوذهم لاحتكار توزيع (تجارة) السلع. ويؤمّن هؤلاء الفاعلون لأنفسهم وصولًا تفضيليًا إلى المواد الغذائية المدعومة، وهو امتياز غالبًا ما يُستمد من علاقاتهم بـنخبة. ومن خلال احتكار هذه المنتجات الأساسية، يفتعلون نقصًا مصطنعًا، ثم يعيدون طرحها في سوق سوداء بأسعار أعلى بكثير. ولا يؤدي هذا التلاعب في السوق إلى تشويه ديناميكيات العرض فقط، بل يُفاقم أيضًا الضغوط التضخمية، مما يقوّض الاستقرار الاقتصادي ويحول دون الوصول العادل إلى السلع الأساسية.

#### إخفاقات السياسات الحكومية وسوء إدارة الدعم
كثيرًا ما تأتي سيطرة الحكومة الإيرانية على الأسعار من خلال دعم حكومي وغيرها من الإجراءات بنتائج عكسية. فعلى سبيل المثال، يُساء استخدام الدعم المخصص لجعل السلع الأساسية في متناول المواطنين من قبل مسؤولين فاسدين وتجار يبيعون هذه السلع خارج القنوات الرسمية بأسعار مبالغ فيها. ويؤدي هذا التحويل إلى تفاقم النقص في الأسواق الرسمية وارتفاع الأسعار.

#### الحرس الثوري الإيراني والفساد في إدارة المياه
فاقم التحضّر السريع والطلب الزراعي من شح المياه المزمن في البلاد. إذ يُخصص نحو 90% من موارد المياه في إيران للزراعة، مما يؤدي إلى استنزاف شديد لهذه الموارد الحيوية نتيجة ممارسات الري غير الفعّالة والاعتماد المفرط على المياه الجوفية. ويسهم التغير المناخي في تفاقم المشكلة من خلال زيادة فترات القحط وتقليص المياه السطحية المتاحة، ما يزيد من الضغط على النظام المائي. وتُنفّذ سياسات إدارة المياه في إيران، بما في ذلك بناء السدود ومشاريع نقل المياه، بدوافع سياسية غالبًا، وتتجاهل في الغالب الآثار البيئية والاجتماعية. تسهم هذه السياسات في إلحاق أضرار بيئية مثل جفاف الأنهار والمناطق الرطبة، كبحيرة أرومية التي تقلصت بنسبة تفوق 80% نتيجة مشاريع التحويل وبناء السدود دون إجراء تقييمات بيئية مناسبة. وتؤثر هذه الأضرار البيئية على التنوع الحيوي وتهدد الإنتاج الزراعي، إذ تؤدي الملوحة إلى جعل الأراضي الخصبة غير صالحة للاستعمال، كما تؤدي إلى تفاقم العواصف الترابية وهبوط الأراضي في مناطق مثل محافظة خوزستان وسيستان وبلوشستان. ويؤدي هذا التدهور البيئي، إلى جانب ضعف الرقابة الحكومية وغياب الشفافية، إلى تردي ظروف المعيشة للمجتمعات المهمشة، مما يعزز دورات الفقر والاستبعاد الاجتماعي. كما أن هذه السياسات تفشل في معالجة الأسباب الجذرية لشح المياه، وتؤثر بشكل غير متناسب على المجتمعات الريفية والطرفية، ما يؤدي إلى اضطرابات مدنية.
للفساد في قطاع إمداد المياه في إيران جذور عميقة، ويظهر من خلال سوء تخصيص الموارد، واستخراج المياه بشكل غير قانوني، وغياب الشفافية، وتجاهل المجتمعات المهمشة. ويعاني نظام إمدادات المياه والصرف الصحي في إيران من تفضيل أفراد الجماعة. إذ يسيطر الحرس الثوري الإيراني وكيانات أخرى مرتبطة سياسيًا على موارد المياه، ويُعطون الأولوية للمشاريع التي تحقق مكاسب سياسية واقتصادية بدلاً من تلبية احتياجات عامة السكان. ويحولون إمدادات المياه إلى مناطق مفضلة، مما يسبب نقصًا في المحافظات الهشة مثل محافظة خوزستان وسيستان وبلوشستان. فعلى سبيل المثال، حصلت مشاريع تحويل المياه في محافظتي أصفهان ويزد على أولوية رغم وجود نقص حاد في خوزستان وسيستان-بلوشستان. وتشير التقارير إلى أن بعض الشركات الزراعية والصناعية المرتبطة بالحرس الثوري الإيراني تلقت كميات كبيرة من المياه، بينما يكافح صغار المزارعين والمجتمعات الريفية مع نقص شديد في المياه. كما تواجه المجتمعات الريفية والأقليات تدهورًا بيئيًا وفقدانًا لمصادر رزقها. ويؤدي هذا النمط من التنمية غير المتكافئة إلى تفاقم الفوارق الإقليمية ويغذي الاضطرابات الاجتماعية. كما تتسم سياسة المياه في إيران بالاعتماد المفرط على بناء السدود ومشاريع التحويل الواسعة، التي تستفيد منها في المقام الأول المؤسسات المرتبطة سياسيًا والنخب الحضرية.
يسيطر الحرس الثوري الإيراني، من خلال ذراعه الإنشائي "مقر خاتم الأنبياء المركزي"، على إدارة المياه في إيران بشكل احتكاري. وتتحكم هذه "المافيا المائية" بالمشاريع الكبرى للبنية التحتية مثل بناء السدود، وتُعطي الأولوية للمكاسب المالية والسياسية على حساب الاعتبارات البيئية والاجتماعية. ويقوض نفوذ الحرس الثوري سياسات المياه المستدامة، ما يسهم في أزمة المياه المستمرة في إيران، ويُظهر التداخل المعقد بين السلطة والفساد وإدارة الموارد.

#### استخراج المياه بشكل غير قانوني
يُعد استخراج المياه بشكل غير قانوني مشكلة كبيرة في إيران، تسهم في أزمة ندرة المياه في البلاد. إذ يدير العديد من الشخصيات النافذة، بمن فيهم المسؤولون المحليون والمصالح التجارية القوية، آبارًا غير مرخصة ويقومون بالسحب الزائد للمياه خارج الحدود القانونية. وعلى الرغم من وجود لوائح لتنظيم استخدام المياه، فإن تطبيقها ضعيف، ما يؤدي إلى استنزاف الطبقات الجوفية الحرجة، وهبوط الأراضي، وتصحر، لاسيما في المناطق الزراعية مثل محافظة فارس ومقاطعة خراسان. وتُفاقم المشكلة بسبب الفساد، حيث يفلت المرتبطون سياسيًا من العقوبات، مما يقوّض جهود إدارة المياه المستدامة. وبحسب محمد حاج رسولية، المدير التنفيذي لشركة إدارة موارد المياه الإيرانية، هناك ما يقرب من 320,000 بئر غير قانونية، ويتم ختم ما بين 13,000 إلى 14,000 بئر غير قانونية سنويًا. وتُعد رسوم المياه سببًا آخر في سوء الاستخدام.

#### نقص الشفافية في إدارة المشاريع
تُثار مشكلات تتعلق بالشفافية في تخصيص العقود الخاصة بمشاريع شبكة توزيع المياه. إذ تنطوي عملية الشراء الغامضة في إيران غالبًا على منح العقود لشركات مرتبطة بالنخب السياسية دون منافسة مفتوحة وعادلة، مما يؤدي إلى تضخم تكاليف المشاريع ونتائج رديئة الجودة وذات تأثيرات بيئية ضارة. من الأمثلة البارزة على ذلك مشروع سد كوتفاند؛ فبالرغم من التحذيرات التي أطلقها خبراء بيئيون بشأن بناء السد فوق طبقات ملحية، مما سيزيد من ملوحة نهر كارون، استمر تنفيذ المشروع بفعل الضغوط السياسية والمصالح المتشابكة. وقد أسفر بناء السد عن أضرار بيئية جسيمة وزيادة في مستويات الملوحة، مما جعل المياه غير صالحة للزراعة أو للاستهلاك البشري في المناطق الواقعة أسفل مجرى النهر.

#### نقص المياه والاضطرابات الاجتماعية
أصبحت الاحتجاجات المرتبطة بنقص المياه أمرًا شائعًا بشكل متزايد في إيران. ففي يوليو 2021، اندلعت مظاهرات في محافظة خوزستان عندما اتهم المواطنون الحكومة بتحويل موارد المياه لدعم الصناعات ومناطق أخرى، مما ترك المجتمعات المحلية دون مياه شرب كافية أو إمدادات للري. وقد وقعت اضطرابات مماثلة في إقليم سيستان-بلوشستان، حيث يعاني السكان من نقص مزمن في المياه تفاقم بفعل سوء الإدارة والاستخراج غير القانوني للمياه.

### مشكلات سلسلة توريد الغذاء والحرس الثوري
تتألف سلسلة توريد الغذاء من خمس مراحل رئيسية: الإنتاج، المناولة والتخزين، المعالجة والتغليف، التوزيع والبيع بالتجزئة، وأخيرًا الاستهلاك. وتختلف اختلافًا كبيرًا عن سلاسل التوريد العادية بسبب قابلية المنتجات للتلف، ومتطلبات السلامة والصحة المهنية، والحاجة إلى التحكم في درجة الحرارة بدقة، خصوصًا في لوجستيات سلسلة تبريد. وتشمل التحديات الأساسية إدارة الانحرافات في الظروف مثل تقلبات الحرارة أو الرطوبة التي قد تؤدي إلى تلف الأغذية؛ والحفاظ على سلامة العبوات أثناء النقل؛ والامتثال لمعايير سلامة الغذاء. كما تمثل تكاليف الصيانة المرتفعة تحديًا، لا سيما للمنتجات القابلة للتلف التي تتطلب معدات ورقابة خاصة. علاوة على ذلك، فإن تدفق المعلومات في سلسلة التوريد أمر بالغ الأهمية، إذ إن أي تأخير أو عدم دقة قد يؤدي إلى ضعف الكفاءة واضطراب العمليات. وتستلزم سلسلة توريد الغذاء إدارة فعالة، وإدارة البيانات، والامتثال للأنظمة العالمية الخاصة بالسلامة للحفاظ على جودة المنتج وتقليل الفاقد.
وبالإضافة إلى إدارة المياه، يلعب الحرس الثوري الإيراني (IRGC) دورًا مهمًا في الاقتصاد الإيراني. فقد وسّع الحرس الثوري نطاق عملياته بعيدًا عن المجالات العسكرية والدفاعية لتشمل قطاعات حيوية مثل الزراعة، والبناء، واتصال عن بعد، والطاقة. وينسجم هذا التوسع مع سياسة "اقتصاد مقاوم" التي تهدف إلى تحقيق الاكتفاء الذاتي وتخفيف تأثير العقوبات الدولية. تشمل الهيمنة الاقتصادية للحرس سيطرته على مشاريع التنمية الزراعية وإنتاج الغذاء. ومن خلال ذراعه في مجال الإنشاءات والهندسة، مقر خاتم الأنبياء للإعمار (GHORB)، يتولى الحرس إدارة وتطوير مشاريع زراعية وري واسعة النطاق، مما يمنحه السيطرة على جوانب حاسمة في إنتاج الغذاء. وتتيح له هذه السيطرة التلاعب بسلسلة توريد الغذاء في إيران واحتكار قطاعات حيوية في الصناعة الغذائية، من الإنتاج الزراعي إلى منشآت المعالجة، مما يحد من المنافسة. ويستغل الحرس موقعه المهيمن في صناعة الغذاء كأداة اقتصادية وسياسية؛ إذ يستفيد من العقود الحكومية والدعم الحكومي، مما يعزز وجوده. ومن خلال التحكم في توزيع السلع الأساسية مثل القمح، والماشية، ومنتجات غذائية أخرى، يكتسب الحرس نفوذًا على السكان والأسواق المحلية، ويمكنه من كبح المعارضة وضمان الولاء عن طريق التحكم في الوصول إلى الموارد الأساسية، وهو جزء من اتجاه أوسع نحو عسكرة الاقتصاد الإيراني. يستخدم الحرس نفوذه في إدارة سلاسل التوريد الحيوية، بما في ذلك الغذاء، مما يتيح له استقرار الأسواق الداخلية والتحكم فيها، لا سيما في أوقات الأزمات أو تحت العقوبات. وتخدم هذه التحركات ليس فقط احتياجاته اللوجستية، بل تُعزز كذلك نفوذه الاقتصادي والسياسي داخل البلاد. تسهم ممارسات الحرس أيضًا في توسع اقتصاد غير رسمي، حيث تُهرّب المنتجات الغذائية والزراعية أو تُحتجز لغرض التلاعب بالأسعار ‏. فعلى سبيل المثال، يسمح تورط الحرس في السيطرة على الحدود والمرافق الحيوية مثل المطارات، له بتجاوز أنظمة جمرك واستيراد البضائع بطريقة غير قانونية للحفاظ على تفوقه الاقتصادي. وغالبًا ما تؤدي هذه التصرفات إلى زعزعة استقرار الأسواق المحلية وتسهم في انعدام الأمن الغذائي، حيث قد لا تتماشى مصالح الحرس المالية مع احتياجات الشعب.
تُبرز هذه الأنشطة تحوّل الحرس الثوري الإيراني من هيئة عسكرية وأمنية إلى كيان اجتماعي-اقتصادي شامل داخل إيران، يمارس نفوذًا كبيرًا على الموارد الحيوية، بما في ذلك سلسلة توريد الغذاء.

## الحلول المقترحة
يتطلب التصدي للتضخم الغذائي في إيران نهجًا عميقًا ومتعدد الأوجه، نظرًا لتعقيد الأسباب الكامنة وراءه.

### تحسين إنتاجية الزراعة
واجه القطاع الزراعي في إيران تراجعًا في الإنتاجية بسبب نقص المياه، ونُظم الري القديمة، والممارسات الزراعية غير الفعالة. ويُعدّ تحسين الإنتاجية الزراعية أمرًا أساسيًا لتحقيق استقرار أسعار الغذاء، ويمكن اتخاذ عدة خطوات في هذا الصدد.
تحديث تقنيات الري: تعتمد إيران بشكل كبير على المحاصيل كثيفة استهلاك المياه مثل الأرز والقمح، كما أن لديها أحد أعلى معدلات سحب المياه في العالم. يمكن أن يؤدي التحول إلى أنظمة الري الحديثة مثل ري بالتنقيط أو زراعة دقيقة إلى تقليل استهلاك المياه مع زيادة غلة المحاصيل.
تبني تقنيات زراعية جديدة: من شأن الاستثمار في التكنولوجيا الزراعية، بما في ذلك استعمال الآلات، والبذور المحسّنة (مثل أصناف جفافيات)، وإدارة خصوبة التربة، أن يُعزّز بشكل كبير من كفاءة الإنتاج.
دعم حكومي للمزارعين: من خلال تقديم التعليم والإعانات والمساعدات المالية للمزارعين الصغار، يمكن مساعدتهم على الانتقال إلى ممارسات أكثر استدامة. من شأن برامج الدعم التي تستهدف الاستخدام الفعال للموارد أن تُعزّز القدرة على مواجهة صدمات الأسعار وتُقلّل الاعتماد على الواردات.

### إصلاح أنظمة الدعم وضوابط الأسعار
يركّز نظام الدعم الإيراني الحالي بشكل كبير على الطاقة والسلع الأساسية، مما يؤدي غالبًا إلى اختلالات في السوق وسوء إدارة الموارد. يمكن أن يُحسّن الانتقال من الدعم الشامل (الذي يشجع على الإفراط في الاستخدام) إلى الدعم الموجّه للأسر التي تعاني من فقر من الكفاءة. يتيح ذلك للحكومة تخصيص الموارد بشكل أفضل وتقليل الضغوط التضخمية.
وبينما تهدف ضوابط الأسعار إلى حماية المستهلكين، إلا أنها قد تؤدي إلى نقص في السلع عندما تُحدَّد الأسعار دون مستويات السوق. يمكن لإيران تحقيق توازن أفضل بين عرض وطلب من خلال التحول التدريجي إلى نظام يعكس الأسعار الحقيقية مع حماية الفئات الضعيفة عبر المساعدات المالية المباشرة.
يُعدّ فرض الأنظمة التي تحد من التخزين، وممارسات الاحتكار، والتلاعب بالأسعار، خصوصًا من قبل كيانات قوية مثل الحرس الثوري الإيراني، أمرًا بالغ الأهمية للحفاظ على الأسعار العادلة.

### مكافحة الفساد وتحسين الحوكمة
يُشكّل الفساد ونقص الشفافية عائقين كبيرين أمام الاستقرار الاقتصادي في إيران. إن تورط الحرس الثوري الإيراني في العديد من القطاعات الاقتصادية، بما في ذلك توزيع الغذاء، يُشوّه السوق ويُسهم في التضخم. يمكن للحكومة تقليص الدور الاقتصادي لمثل هذه الكيانات من خلال فرض اللوائح أو نقل العقود الحكومية إلى شركات خاصة عبر عمليات مناقصة شفافة. من شأن ذلك تعزيز منافسة (التجارية) وتقليل الممارسات الاحتكارية.

### إصلاحات إدارة المياه والأراضي
يجب معالجة الإفراط في استخراج المياه الجوفية والاستخدام غير الفعال للمياه السطحية في إيران. يمكن أن تُساعد السياسات مثل إصلاح تسعير المياه، والاستثمار في تقنيات توفير المياه، وتشجيع معالجة المياه المستعملة في الحفاظ على الموارد ودعم الزراعة.
كما يمكن لمكافحة تعرية التربة والتصحر من خلال ممارسات زراعية مستدامة مثل دورة زراعية، وحراجة زراعية، وزراعة عضوية أن تُعزّز الأمن الغذائي.

## التضخم الغذائي الحالي
في 16 فبراير 2025، حذّر محسن بقائي، ممثل العمال في المجلس الأعلى للعمل، من ارتفاع حاد في أسعار السلع الأساسية خلال الشهرين الماضيين، حيث ارتفع سعر زيت الطهي بنسبة 40%، وتضاعف تقريبًا سعر الأرز، وارتفعت أيضًا أسعار الأساسيات مثل البطاطس والبصل. قدّر أن سلة تكلفة المعيشة للعامل العادي قد ارتفعت بأكثر من 30% خلال هذه الفترة، من 300 مليون ريال (325 دولارًا) إلى 380 مليون ريال (413 دولارًا).
وفقًا لبيانات إيران حتى فبراير 2025، فإن سعر كيلوغرام واحد من كيوي (فاكهة) يعادل 2% من متوسط الدخل.
في 23 فبراير 2025، أعلنت إحدى الوكالات الحكومية عن معدل تضخم سنوي بلغ 35%. ومع ذلك، ترى مجموعات عمالية ومحللون اقتصاديون أن الحكومة تُقلل من شأن الأخبار الاقتصادية السلبية، مما يُشير إلى أن معدل التضخم الحقيقي أعلى بكثير. لقد تراجعت قيمة الريال الإيراني بأكثر من 50% خلال الأشهر الستة الماضية، مما غذّى التوقعات بمزيد من التضخم. حاليًا، يبلغ الحد الأدنى للأجور حوالي 120 دولارًا شهريًا، بينما تُشير تقديرات شبه رسمية إلى أن الأسرة المكوّنة من ثلاثة أفراد تحتاج إلى ما لا يقل عن 400 دولار شهريًا لتلبية احتياجاتها الأساسية.
ومع اقتراب نوروز 2025، ترتفع أسعار الغذاء بشكل كبير. إذ شهد نحو ثلث السلع الغذائية الأساسية زيادات في الأسعار تتراوح بين 30% و50%، فيما تجاوزت بعض السلع نسبة 50%. في المقابل، لا تزال الأجور منخفضة، حيث يبلغ الحد الأدنى للأجر الشهري للعامل الذي يعيل طفلين 120 دولارًا فقط.
في عام 1403 هـ.ش.، ارتفعت أسعار المواد الغذائية بنسبة 70%، وارتفعت تكاليف التغليف في بعض الحالات بنسبة 200%، بينما زادت رسوم النقل بنسبة 55%.
وتُفاقم الرسوم الجمركية في إدارة ترامب الثانية، التي يهدد الرئيس الأمريكي دونالد ترمب بفرضها على إيران، من حدة التضخم، حيث يُتوقع أن يؤدي تراجع عائدات النفط إلى مزيد من إهلاك إيران.